# Zbiteń

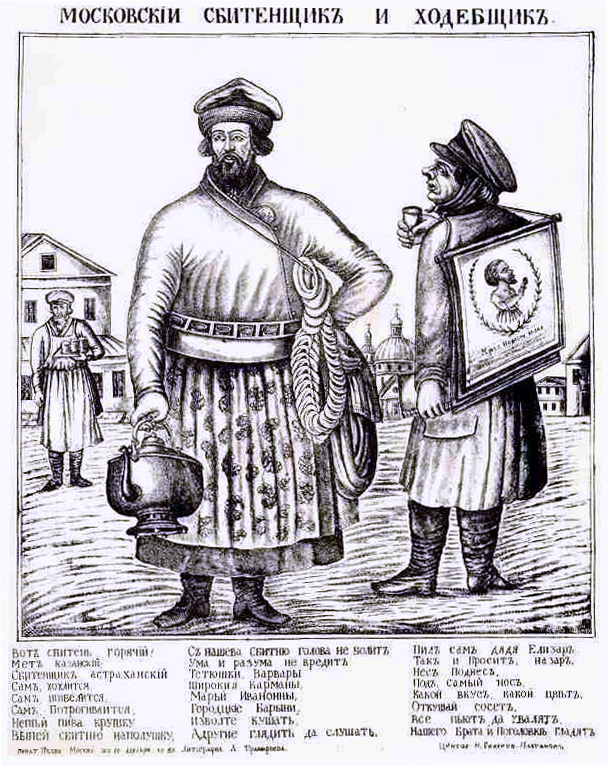
Sbiteńszczik (z lewej) na grafice z XIX wieku

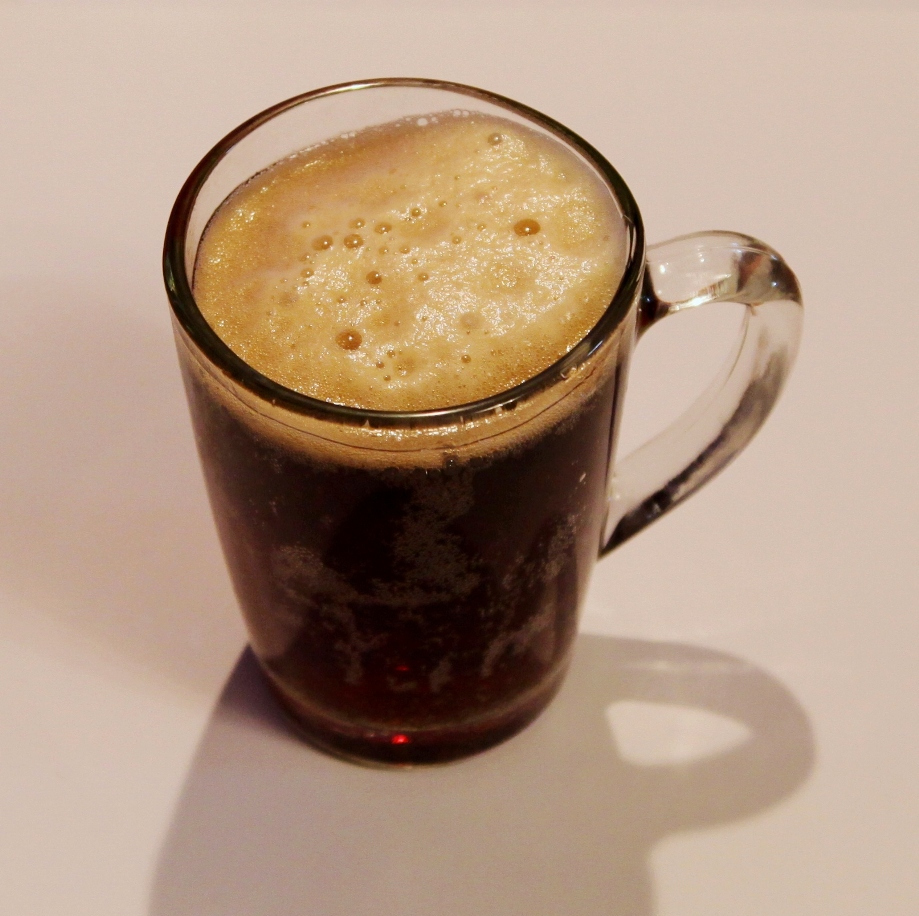
Zbiteń

Zbiteń (ros. сбитень lub ukr. збитень) – rozgrzewający napój wschodniosłowiański na bazie miodu, znany od XII wieku. W krajach wschodniosłowiańskich był popularny wśród wszystkich warstw społecznych aż do XIX wieku, gdy zastąpiła go herbata. W XXI wieku wprowadzono go do masowej produkcji.
W XVII i XIX wieku, czasach szczególnej popularności, można było go nabyć u tzw. sbiteńszczika (сбитенщикa).